# Нуиндайк, Джо
Джозеф (Джо) Нуиндайк, или Ньювендик (англ. Joseph "Joe" Nieuwendyk; 10 сентября 1966, Ошава, Онтарио, Канада) — канадский хоккеист, центральный нападающий, олимпийский чемпион и 3-кратный обладатель Кубка Стэнли. В Национальной хоккейной лиге играл с 1986 по 2006 год.

## Клубная карьера
На драфте 1985 года был выбран во втором раунде под общим 27-м номером клубом «Калгари Флэймз». В первом сезоне сыграл 9 игр. Так как он провёл меньше 25 встреч, то в следующем сезоне он считался новичком, и забив 51 шайбу стал одним из немногих кто преодолел рубеж в 50 шайб в свой первый полноценный сезон НХЛ. В разное время этого добивались Майк Босси (53), Уэйн Гретцки (51), Теему Селянне (76) и Александр Овечкин (52). В этом же сезоне он завоевал приз лучшему новичку «Колдер Трофи» и вошёл в состав сборной новичков НХЛ.
За свою карьеру Нуиндайк сменил пять клубов, с тремя из которых побеждал в Кубке Стэнли. В 1989 году вместе с «Калгари Флэймз» он выиграл свой первый титул. В 1995 году перешёл в «Даллас Старз», с которым  в 1999 году выиграл второй Кубок, а также был признан «самым ценным игроком плей-офф».
Во время сезона 2001/02 Нуиндайка обменяли в «Нью-Джерси Девилз», с которым он в 2003 году выиграл третий чемпионский титул.
6 декабря 2006 года, сыграв в сезоне 2006/07 15 игр и набрав 8 очков, Нуиндайк объявил об уходе из спорта.
Забросил за карьеру в НХЛ 564 шайбы в регулярных сезонах и занимает по этому показателю 24-е место в истории вместе с Матсом Сундином.
В 2013 году, в год 20-летия франчайза «Даллас Старз», Нуиндайк был избран болельщиками Далласа в символическую сборную команды всех времен. Джо, работавший в том сезоне Генеральным менеджером клуба, получил место во второй тройке этой символической сборной.

## Послеигровая карьера
Завершив выступления в «Флориде Пантерз» в 2007 году, Нуиндайк присоединился к руководству команды в роли консультанта генерального менеджера Жака Мартена. Через год он вернулся в Торонто, где занял позицию особого ассистента генерального менеджера команды Клиффа Флетчера. Также Нуиндайк отработал в роли одного из менеджеров сборной Канады на чемпионате мира 2009 года, где команда завоевала серебряные награды, уступив в финале сборной России 1:2.
1 июня 2009 года Нуиндайк был приглашён на позицию генерального менеджера в ещё одну свою бывшую команду, «Даллас Старз» В первое время его деятельность была ограниченной по причине финансовых трудностей владельца команды Тома Хикса. Нуиндайк запомнился несколькими противоречивыми и провальными решениями. Летом 2010 года он принял решение не продлевать контракт с главной звездой «Далласа» всех времён Майком Модано, проведшим за команду 22 сезона, в концовке сезона 2010—2011 он обменял одного из лучших бомбардиров команды Джеймса Нила и позволил звёздному центру Брэду Ричардсу покинуть команду без какой-либо компенсации (при этом он не решился обменять Ричардса с какой-то выгодой, пока это было возможно), летом 2012 Нуиндайк позволил уйти без компенсации неожиданно уверенно проведшему сезон лидеру команды Шелдону Сурэю, также были произведены спорные трейды, в которых команду покинули популярные центрфорварды Стив Отт и Майк Рибейро. Нуиндайк объявил о том, что был взят курс на омоложение команды, однако в команду были приглашены ветераны Рэй Уитни и Яромир Ягр (каждый из которых на момент подписания контракта был старше 40 лет). В ходе сезона Нуиндайк решился на обмены и Ягра, и центрфорварда Дерека Роя, полученного в летнем трейде взамен на Стива Отта. Ещё одним спорным решением стал трейд ещё одного многолетнего капитана команды Брендена Морроу.
Летом 2011 года у команды появился новый владелец Том Гальярди, который избрал в отношении Нуиндайка выжидательную позицию. Но после сезона 2012/13, не дожидаясь завершения соревнований в Кубке Стэнли, он уволил Джо Нуиндайка с формулировкой «Команде нужно новое направление в развитии». Все четыре года, что Нуиндайк руководил командой, она не попадала в Кубок Стэнли.

## Награды
- Олимпийский чемпион 2002 года в Солт-Лэйк-Сити.
- Трёхкратный обладатель Кубка Стэнли 1989, 1999, 2003
- «Колдер Мемориал Трофи», 1987-88
- «Кинг Клэнси Мемориал Трофи», 1994-95
- «Конн Смайт Трофи», 1998-99
- Участник матча всех звёзд НХЛ (4 раза: 1988-1990, 1994)

## Статистика

### Клубная карьера
|             |                    |             |        | Регулярный сезон | Регулярный сезон | Регулярный сезон | Регулярный сезон | Регулярный сезон |        | Плей-офф | Плей-офф | Плей-офф | Плей-офф | Плей-офф |
| Сезон       | Команда            | Лига        | И      | Г                | ГП               | О                | Штр              | И                | Г      | ГП       | О        | Штр      |          |          |
| ----------- | ------------------ | ----------- | ------ | ---------------- | ---------------- | ---------------- | ---------------- | ---------------- | ------ | -------- | -------- | -------- | -------- | -------- |
| 1986–87     | Калгари Флэймз     | НХЛ         | 9      | 5                | 1                | 6                | 0                | 6                | 2      | 2        | 4        | 0        |          |          |
| 1987–88     | Калгари Флэймз     | НХЛ         | 75     | 51               | 41               | 92               | 23               | 8                | 3      | 4        | 7        | 2        |          |          |
| 1988–89     | Калгари Флэймз     | НХЛ         | 77     | 51               | 31               | 82               | 40               | 22               | 10     | 4        | 14       | 10       |          |          |
| 1989–90     | Калгари Флэймз     | НХЛ         | 79     | 45               | 50               | 95               | 40               | 6                | 4      | 6        | 10       | 4        |          |          |
| 1990–91     | Калгари Флэймз     | НХЛ         | 79     | 45               | 40               | 85               | 36               | 7                | 4      | 1        | 5        | 10       |          |          |
| 1991–92     | Калгари Флэймз     | НХЛ         | 69     | 22               | 34               | 56               | 55               | —                | —      | —        | —        | —        |          |          |
| 1992–93     | Калгари Флэймз     | НХЛ         | 79     | 38               | 37               | 75               | 52               | 6                | 3      | 6        | 9        | 10       |          |          |
| 1993–94     | Калгари Флэймз     | НХЛ         | 64     | 36               | 39               | 75               | 51               | 6                | 2      | 2        | 4        | 0        |          |          |
| 1994–95     | Калгари Флэймз     | НХЛ         | 46     | 21               | 29               | 50               | 33               | 5                | 4      | 3        | 7        | 0        |          |          |
| 1995–96     | Даллас Старз       | НХЛ         | 52     | 14               | 18               | 32               | 41               | —                | —      | —        | —        | —        |          |          |
| 1996–97     | Даллас Старз       | НХЛ         | 66     | 30               | 21               | 51               | 32               | 7                | 2      | 2        | 4        | 6        |          |          |
| 1997–98     | Даллас Старз       | НХЛ         | 73     | 39               | 30               | 69               | 30               | 1                | 1      | 0        | 1        | 0        |          |          |
| 1998–99     | Даллас Старз       | НХЛ         | 67     | 28               | 27               | 55               | 34               | 23               | 11     | 10       | 21       | 19       |          |          |
| 1999–00     | Даллас Старз       | НХЛ         | 48     | 15               | 19               | 34               | 26               | 23               | 7      | 3        | 10       | 18       |          |          |
| 2000–01     | Даллас Старз       | НХЛ         | 69     | 29               | 23               | 52               | 30               | 7                | 4      | 0        | 4        | 4        |          |          |
| 2001–02     | Даллас Старз       | НХЛ         | 67     | 23               | 24               | 47               | 18               | —                | —      | —        | —        | —        |          |          |
| 2001–02     | Нью-Джерси Девилз  | НХЛ         | 14     | 2                | 9                | 11               | 4                | 5                | 0      | 1        | 1        | 0        |          |          |
| 2002–03     | Нью-Джерси Девилз  | НХЛ         | 80     | 17               | 28               | 45               | 56               | 17               | 3      | 6        | 9        | 4        |          |          |
| 2003–04     | Торонто Мейпл Лифс | НХЛ         | 64     | 22               | 28               | 50               | 26               | 9                | 6      | 0        | 6        | 4        |          |          |
| 2004–05     | Не играл           | —           | Локаут | Локаут           | Локаут           | Локаут           | Локаут           | Локаут           | Локаут | Локаут   | Локаут   | Локаут   | Локаут   |          |
| 2005–06     | Флорида Пантерз    | НХЛ         | 65     | 26               | 30               | 56               | 46               | —                | —      | —        | —        | —        |          |          |
| 2006–07     | Флорида Пантерз    | НХЛ         | 15     | 5                | 3                | 8                | 4                | —                | —      | —        | —        | —        |          |          |
| Всего в НХЛ | Всего в НХЛ        | Всего в НХЛ | 1257   | 564              | 562              | 1126             | 677              | 158              | 66     | 50       | 116      | 91       |          |          |

### Международные соревнования
| Год   | Сборная       | Турнир | Место |    | И | Г  | ГП | О | Штр |
| ----- | ------------- | ------ | ----- | -- | - | -- | -- | - | --- |
| 1986  | Канада (мол.) | МЧМ    |       | 7  | 5 | 7  | 12 | 6 |     |
| 1990  | Канада        | ЧМ     | 4     | 1  | 0 | 0  | 0  | 0 |     |
| 1998  | Канада        | ОИ     | 4     | 6  | 2 | 3  | 5  | 2 |     |
| 2002  | Канада        | ОИ     |       | 6  | 1 | 1  | 2  | 0 |     |
| Всего | Всего         | Всего  | Всего | 20 | 8 | 11 | 19 | 8 |     |